# 郑洪业
鄭洪業（？—？），鄭州荥阳县人，出自荥阳郑氏北祖第二房。
祖父鄭利用，官至澤州刺史。唐懿宗咸通八年（867年）丁亥科狀元，主考官是禮部侍郎鄭愚。同榜有皮日休、韋昭度等人。